# Máy hút mùi

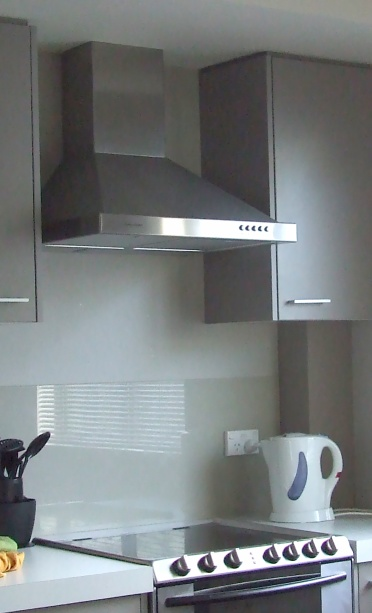
Máy hút mùi thiết kế phía trên bếp

Máy hút mùi là thiết bị được lắp đặt trong nhà bếp, sử dụng hệ thống quạt để hút các loại dầu mỡ, khói, nhiệt và hơi nước sản sinh ra trong quá trình nấu ăn. Trong nhà bếp công nghiệp (như nhà hàng, bếp tập thể), máy hút mùi thường đi cùng với các hệ thống thông gió, cứu hỏa để hút khói và dạp lửa nhanh chóng trong điều kiện nấu ăn với công suất lớn.

## Các loại máy hút mùi
Máy hút mùi nhà bếp được phân ra hai loại là máy hút mùi có ống thoát và không ống thoát.

### Máy có ống thoát
Máy hút mùi có ống thoát là loại thông dụng trên thị trường. Giống như tên gọi, máy sẽ hút mùi và thải qua đường ống được lắp ở phía trên bếp.
Những dòng máy có ống thoát cỡ lớn được sử dụng rộng rãi không chỉ trong hộ gia đình mà còn ở các nhà hàng và bếp tập thể.

### Máy không có ống thoát
Máy hút mùi dạng này không có ống để dẫn khí thải mà sử dụng khả năng lọc không khí mạnh để lọc mùi và sau đó bơm không khí mới trở lại phòng.